# 일반독일노동조합동맹
일반독일노동조합동맹(독일어: Allgemeiner Deutsche Gewerkschaftsbund; ADGB)은 바이마르 공화국 시대 독일의 노총이다. 1919년 설립되었으며, 초창기에는 1920년 우익 쿠데타를 분쇄하는 총파업을 조직해낼 정도로 강성했다. 1929년 월가 증시붕괴 이후 야기된 전지구적 금융위기로 인해 실업률이 치솟자 ADGB는 급격하게 조합원을 상실했다. 같은 시기 나치가 정권을 장악하자 ADGB 지도부는 조직을 건사하기 위해 독일사회민주당과 거리를 두고 나치와 공공연히 협력하고자 했다. 그럼에도 불구하고 1933년 5월 2일 나치 돌격대와 친위대가 ADGB 사무실들을 습격해 지도부를 체포하고 자산을 압수해 조직을 붕괴시켰다.